# Capnioneura petitpierreae
Capnioneura petitpierreae är en bäcksländeart som beskrevs av Aubert 1960. Capnioneura petitpierreae ingår i släktet Capnioneura och familjen småbäcksländor. Inga underarter finns listade i Catalogue of Life.